# Кой-Эли (Богатовский сельсовет)
Кой-Эли (также Хан-Эли; укр. Кой-Елі, крымскотат. Qoy Eli, Къой Эли) — исчезнувшее селение (хутор) в Белогорском районе Республики Крым (согласно административно-территориальному делению Украины — Автономной Республики Крым). Располагался на юге района, на правом берегу реки Кучук-Карасу, примерно в 1 километре южнее современного села Красная Слобода.

## История
Впервые в исторических документах Кой-Эли встречается на карте 1836 года, на которой в селении обозначено 3 двора, а на карте 1842 года Кой-Эли обозначен условным знаком «малая деревня», то есть, менее 5 дворов.
В 1860-х годах, после земской реформы Александра II, деревню приписали к Салынской волости того же уезда. В «Списке населённых мест Таврической губернии по сведениям 1864 года», составленном по результатам VIII ревизии 1864 года, на хуторе Кой-Эли при речке Малой Кара-Су 2 двора и 5 жителей. На трёхверстовой карте Шуберта 1865—1876 года селение уже не обозначено.
Вновь хутор Хан-Эли встречается на верстовой карте южного 1890 года. В дальнейшем в дореволюционных учётных документах не упоминается. После установления в Крыму Советской власти, по постановлению Крымревкома от 8 января 1921 года была упразднена волостная система и селение вошло в состав вновь созданного Карасубазарского района Симферопольского уезда, а в 1922 году уезды получили название округов. 11 октября 1923 года, согласно постановлению ВЦИК, в административное деление Крымской АССР были внесены изменения, в результате которых округа ликвидировались, Карасубазарский район стал самостоятельной административной единицей и хутор включили в его состав. На карте ЮБК 1924 года селение подписано, как Ка-Эли, а, согласно Списку населённых пунктов Крымской АССР по Всесоюзной переписи 17 декабря 1926 года, на хуторе Кой-Эли, Бешуйского сельсовета Карасубазарского района, числилось 4 двора, население составляло 21 человек, из них 20 русских и 1 украинец. В последний раз Хан-Эли отмечен на карте Генштаба 1941 года, правда, для которой за картооснову, в основном, были взяты топографические карты Крыма масштаба 1:84000 1920 года и 1:21000 1912 года.